# Église Sainte-Barbe d'Ordino
L'église Sainte-Barbe (catalan : església de Santa Bàrbara) est une petite église située en bordure ouest du village d'Ordino, en Andorre. 

## Description
L'église qui date du XVIIe siècle est isolée à l'ouest du village d'Ordino en bordure de la rivière Valira del Nord et des champs de tabac. Elle se trouvait sur l'ancienne route royale d'Ordino, à l'entrée du village. Sainte Barbe (Santa Barbara), protectrice des militaires, symbolise la vie active . 
Il s'agit d'un petit bâtiment de plan rectangulaire avec une abside carrée. Le toit a deux pans est constitué de lattes de bois recouvertes d'ardoises et soutenus par un ferme de bois et un arc en plein cintre au centre de la nef. La façade principale est orientée sud-ouest et perpendiculaire au faîte. On y trouve la porte d'accès, avec un arc en plein cintre à voussoir, flanquée de deux fenêtres à linteau rectangulaire en bois et protection de barres de fer et un oculus sous le dièdre du pignon. Un petit clocher-mur à une baie est posé sur cette façade principale.
Elle a été restaurée entre 1997 et 2003. Des restes de peintures murales ont été retrouvées lors de cette restauration.
Depuis 2003, l'église est protégée comme bien d'intérêt culturel de l'Andorre.

## Galerie de photographies

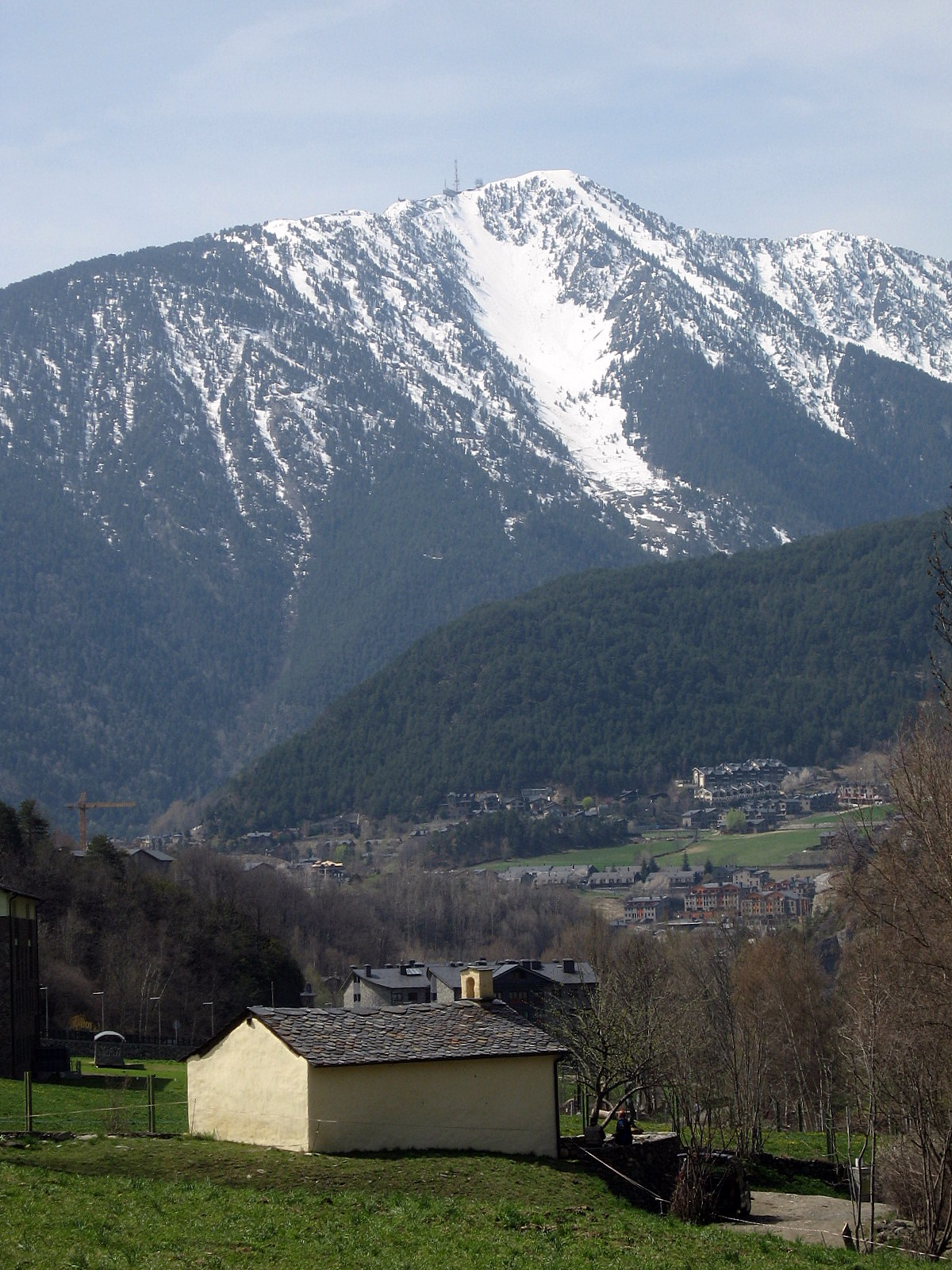
Vue vers la montagne
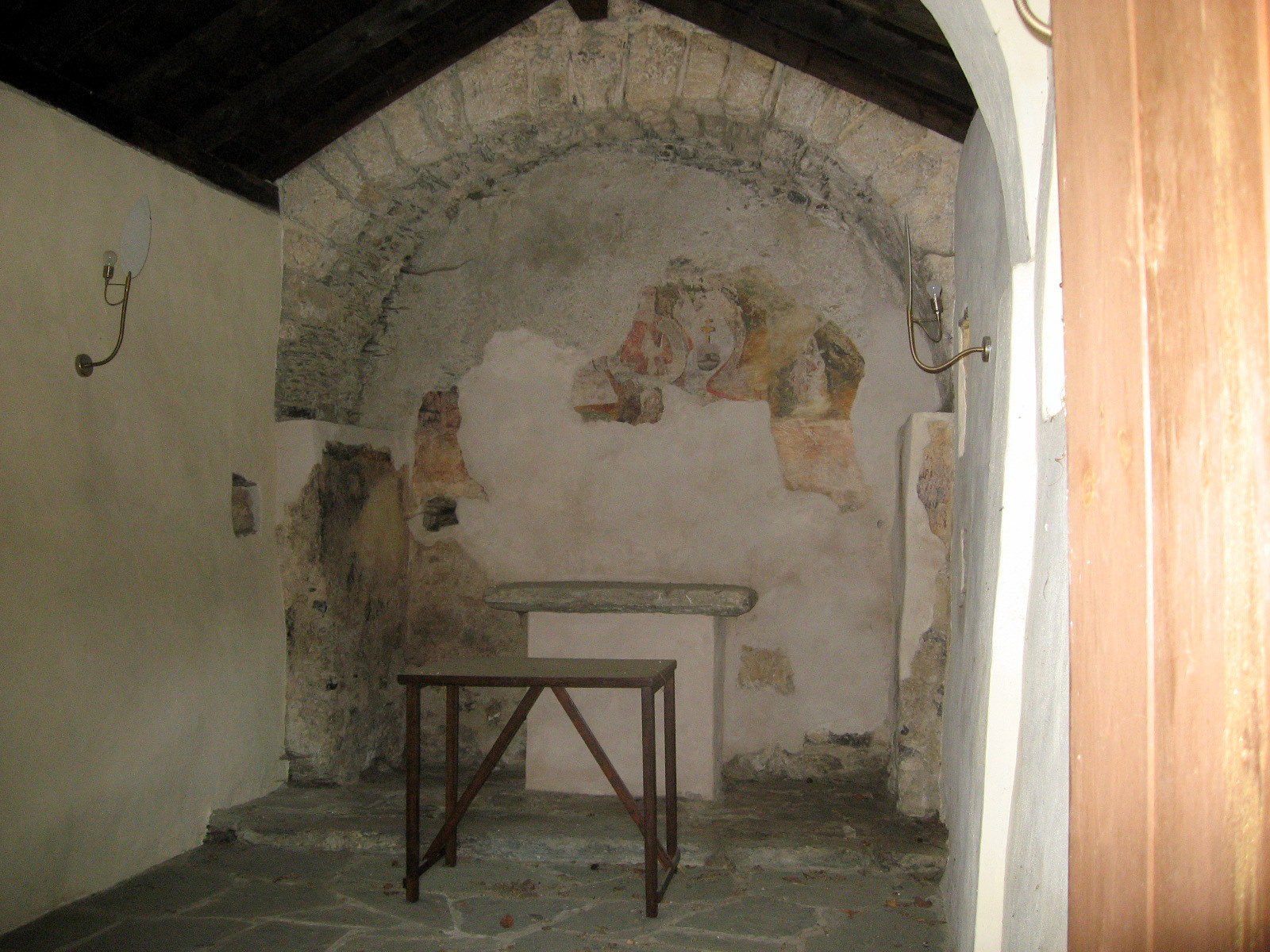
Restes de peintures murales